# Quersonès (tema)
El tema de Quersonès, en grec medieval θέμα Χερσῶνος, va ser un tema o divisió administrativa civil i militar de l'Imperi Romà d'Orient coneguda antigament com a Klímata.
El tema es trobava al sud de Crimea i la seva capital era l'antiga ciutat de Quersonès o Kerson, que no s'ha de confondre amb la ciutat moderna de Kherson, al nord de Crimea.

## Història
La regió va estar sota control romà a través del Regne del Bòsfor i després sota domini de l'Imperi Romà d'Orient fins a principis del segle viii, quan va quedar sota control dels Khàzars. L'emperador Teòfil, que mantenia un gran interès per la costa nord de la mar Negra i per mantenir bones relacions amb els khàzars davant de la seva expansió, va ocupar la zona. Els historiadors situen la fundació del tema segons un segell existent que en parla, datat el 833-834. Però alguns investigadors més moderns han relacionat la creació del tema amb l'expedició organitzada per l'emperador que va ser enviada a construir la nova capital dels khàzars, Sarkel, una ciutat fortificada, el 839. Petronas Camater, l'arquitecte que va construir la ciutat de Sarkel, va ser el primer governador del tema (l'estrateg) el 840-841. La nova província es va anomenar primer Klímata, però per la importància de la seva capital, Quersonès, es va conèixer com a tema de Quersonès en els documents oficials a partir del 860. En realitat, l'autoritat real de l'estrateg amb prou feines sobrepassava les muralles de la ciutat de Quersonès, que sovint era objecte d'atacs, primer dels khàzars, i després dels petxenegs.
Quersonès va tenir un paper crucial en les relacions entre l'Imperi Romà d'Orient i els khàzars, i després amb els petxenegs o els Rus'. El seu estrateg informava regularment a Constantinoble de l'evolució de la situació a la regió. Quersonès va prosperar entre els segles ix i xi com a centre comercial de la mar Negra malgrat la destrucció de la ciutat per part de Vladímir I de Kíev el 988/989. L'Imperi Romà d'Orient van obtenir al voltant del 970 una important victòria contra els petxenegs i els russos, cosa que va permetre a Constantinoble consolidar les seves posicions a la península de Crimea. El tema de Quersonès es va dividir en aquella època en Turmes tal com ho estaven altres temes de l'imperi.
Potser després de la derrota del Khazar Georgius Tzul el 1016, el tema es va engrandir cap a Crimea de l'Est. La regió es va tornar a perdre a finals del segle xi quan els cumans la van conquerir. No se'n sap res de la regió durant el segle xii, cosa que suggereix que es mantenia pacífica sota una llunyana tutela imperial. Quersonès i la seva província van estar sota control romà d'Orient fins a la Quarta Croada al 1204 quan es va produir el desmembrament de l'imperi. El tema va passa a ser controlat per l'Imperi de Trebisonda.
Quersonès tenia dret a encunyar la seva pròpia moneda, començant aquesta activitat sota Miquel III l'Embriac. Va ser durant molt temps l'únic lloc de l'imperi, fora de Constantinoble, que ho podia fer.Aquesta autonomia es constata pel fet que el govern imperial pagava subvencions anuals (pakta) als caps de la ciutat com si fossin dirigents estrangers. Les indicacions de l'emperador Constantí VII al seu llibre De Administrando Imperio, en un capítol dirigit a l'estrateg local, diu que si hi ha risc d'una revolta de la ciutat, ha d'aturar el pagament d'aquestes subvencions i transferir-les a altres ciutats del tema. Al final del segle xi, el tema era governada per un catepà.